# Rolls-Royce Motor Cars
Ролс-Ројс је британски произвођач луксузних аутомобила чија традиција датира из 1904. и чије се власништво и званично име мењало више пута током историје. 
Данашња компанија, „Ролс-Ројс Мотор Карс“ (енгл. Rolls-Royce Motor Cars) је британски огранак немачке фирме BMW у чијем је потпуном власништву. Седиште компаније се налази у Гудвуду у западном Сасексу у Енглеској. Производи аутомобиле марке „Ролс-Ројс“.

## Историја

### Настанак и рани развој
Хенри Ројс је 1884. са уштеђевином од 20 фунти и учешћем свог пријатеља Ернеста Клермонта од још 50 фунти отворио електричарску и механичарску радионицу у Манчестеру, под именом „Ф. Х. Ројс и Друштво“ енгл. F H Royce and Company. Током 1894. су почели да производе динамо моторе и електричне дизалице, и фирма је пререгистрована у друштво са ограниченом одговорношћу „Ројс Лимитид“ енгл.  а са приливом капитала отвара фабрику у Трафорд Парку, у Мачестеру.
Фасциниран свим механичким направама, Хенри Ројс је све више пажње посвећивао аутомобилима, па је купио прво 1901. мали „Де Дион-Бутон“ фр. De Dion-Bouton, а потом 1902. или 1903. двоцилиндрични „Дековил“ фр. Decauville, модел 1901. Ни један ни други му се нису свидели због непоузданости па их је прерадио и у великој мери унапредио, али је и даље незадовољан њима 1904. у једном углу своје фабрике почео да прави свој први аутомобил. То је био двоцилиндрични модел који је назвао Ројс 10. Нешто касније, 4. маја исте године, упознао са се Чарлсом Ролсом у хотелу „Мидленд“ у Мачестеру. Ролс је био пионир авијације, аутомобилски ентузијаста и власник једне од првих продавница аутомобила у Британији, „Ц. С. Ролс и КО“ енгл. C.S.Rolls & Co. из Фулама. 
Упркос Ролсовој наклоности ка аутомобилима са три или четири цилиндра, „Ројс 10“ је оставио изузетан утисак на њега. Зато се 23. децембра 1904. споразумео са Ројсом да преузме ради продаје све шасије које Ројсова фирма буде у стању да произведе. Према договору, Ројс је требало да произведе четири модела: 
- модел са два цилиндра који би се продавао по цени од 395 фунти
- модел са три цилиндра који би се продавао по цени од 500 фунти
- модел са четири цилиндра који би се продавао по цени од 650 фунти
- модел са шест цилиндра који би се продавао по цени од 890 фунти

Иако су Ролс и Ројс формално још увек били власници две различите фирме, модели из тог периода носе ознаку у облику вертикалног правоугаоника са удвострученим црвеним словом R, сличну данашњој.

### 
Ролс и Ројс су у циљу проширења сарадње 1906. основали заједничку фирму под називом „Ролс-Ројс Лимитид“ енгл. Rolls-Royce Ltd.. Први модел који је понео име заједничке фирме, био је „Силвер гоуст“ енгл. Silver Ghost, који је остао у производњи све до 1925. У том периоду је произведено 6.127 комада овог модела.
„Ролс-Ројсови“ модели, иако натпросечно скупи, врло брзо су нашли своје место на тржишту, јер су се истицали поузданошћу у време када је аутомобил био пре забава имућних, него озбиљно превозно средство. Посебан куриозитет представља чињеница да фирма у првих четрдесет година постојања није производила готове аутомобиле, већ само шасије са моторима. Каросерију са ентеријером је купац поручивао код специјализованог произвођача, а у „Ролс-Ројсу“ су препоручивали фирму „Баркер“ енгл. , која је имала традицију ручне израде луксузних кочија која је датирала још од 1711.
О поузданости „Ролс-Ројса“ најречитије говори изјава задовољног власника са почетка XX века:
| „ | Слободно могу рећи да је мој аутомобил савршени сан. Толико је поуздан, да сам раскрстио са својим коњима и кочијама. | ” |

Чарлс Ролс је погинуо у удесу свог „Рајт Флајера“ 12. јула 1910. на аеродрому Хенгистбери.
Реноме које су уживали „Ролс-Ројсови“ модели, навео је британске власти да почетком Првог светског рата реквирирају комплетну производњу шасија и мотора. Већина је послужила као основа за оклопна возила са обртном куполом и авионским митраљезом „Викерс“. Прва три примерка су испоручена јединицама на Западном фронту 3. децембра 1914, када је фаза мобилног ратовања већ била завршена, па је њихова улога од самог почетка била превазиђена. 
Пуни потенцијал ових аутомобила искористио је на Блискоисточном фронту потпуковник Томас Едвард Лоренс, познат као Лоренс од Арабије, који је у току своје Арапске кампање са изузетним успехом њима заменио камиле. Оклопљени „ролс-ројсови“ су се у суровим условима Блиског истока показали као изузетно робусни и поуздани, и на равним пустињским теренима су достизали за оно време фантастичну брзину од 100 km на час, што је Лоренсу давало изузетно тактичко преимућство у борбама против турске војске. 
Потпуковник Лоренс је 1. октобра 1918 на челу својих јединица ушао у „ролс-ројсу“ у Дамаск, што је њему донело славу, а фирми „Ролс-Ројс“ неприкосновену позицију произвођача аутомобила који се не кваре, коју има и дан данас.
У периоду до Првог светског рата, „Ројс Лимитид“ и „Ролс-Ројс“ су производили следеће моделе:
- 1904–06 10 Кс
- 1905–05 15 Кс
- 1905–08 20 Кс
- 1905–06 30 Кс
- 1905–06 V-8
- 1906–25 40/50 Силвер гоуст (енгл. Silver Ghost)

#### Авионски мотори
Године 1907. Чарлс Ролс, чије се интересовање све више окретало ка авијацији, безуспешно је покушавао да убеди Ројса и остале директоре да се фирма посвети конструисању авионског мотора. Непуних седам година касније, августа 1914, Први светски рат је затекао руководство „Ролс-Ројса“ потпуно неспремно. Као произвођач луксузних аутомобила, фирма се сместа нашла у рањивој позицији, па је постојала бојазан да ће банка повући своје финансирање, од кога је „Ролс-Ројс“ зависио у то време. Упркос томе, владало је опште мишљење да ће рат бити краткотрајан, па је управа одлучила да не покушава да добије од државе уговоре за израду авионских мотора.
Овакав став је убрзо промењен и Министарство рата поверава израду педесет ваздушно хлађених V8 мотора по Реноовој лиценци. Након тога, Краљевска фабрика авиона (енгл. Royal Aircraft) је упутила захтев „Ролс-Ројсу“ да конструише нови мотор јачине 200 Кс. Упркос првобитном устезању, управа је пристала, и током 1915. фирма развија свој први авионски мотор, дванаестоцилиндрични Игл (енгл. Eagle). Веома брзо следи мањи шестоцилиндрични Хок (енгл. Hawke), Фалкон (енгл. Falcon) јачине 190 Кс, и непосредно пред крај рата Кондор (енгл. Condor), од тада фантастичних 675 коњских снага.
Током Првог светског рата, компанија је са крајњим напором успевала да задовољи растућу потражњу у складу са захтевима Министарства рата. Ипак, са изузетком фирме Стрејкер-Сквајер (енгл. Straker-Squire) из Бристола, управа „Ролс-Ројса“ је одолела притисцима и није поверила лиценцну производњу другим произвођачима, страхујући пре свега да ће квалитет и поузданост њених мотора бити компромитован. Уместо тога, фабрика у Дарбију је повећана да би омогућила повећање производње.
Компанија „Ролс-Ројс“ произвела је око половине од укупног броја авионских мотора које су савезници користили у Првом светском рату.

### Између два рата
Мада „Ролс-Ројс“ никада није ни био намењен широким масама, репутација „аутомобила који се не кваре“ је додатно уверила руководство фирме да квалитет треба да буде њихово трајно опредељење. Поред већ познатог „силвер гоуста“ у раздобљу непосредно после Првог светског рата, настао је и низ других престижних модела чији су купци били богаташи, представници племства, па и британски двор. „Баркерове“ каросерије у овом периоду достижу до тада незапамћен луксуз. Уграђивали су се најскупљи материјали, као што су кожа, свила, слоновача и детаљи од племенитих метала, па „ролс-ројс“ постаје статусни симбол, не само у Британији, већ и широм света.
„Ролс-Ројс“ 1921. отвара другу фабрику у Спрингфилду, у Масачусетсу, САД да би удовољио потражњи. У овој фабрици је произведено 1.701 примерака „Спрингилф Гоуста“. Радила је десет година и затворена је 1931, јер су амерички купци радије куповали моделе произведене у Енглеској.
Између 1919. и 1940. развијени су аутомобили:
- 1922–29 Твенти (енгл. Twenty)
- 1925–29 40/50 Фантом (енгл. Phantom)
- 1929–36 20/25
- 1929–35 Фантом II (енгл. Phantom II)
- 1936–38 25/30
- 1936–39 Фантом III (енгл. Phantom III)
- 1939–39 Реит (енгл. Wraith)

Компанија „Ролс-Ројс“ 1931. купује фабрику луксузних аутомобила „Бентли“ енгл. Bentley, која је почела да посустаје под све јачим притиском Светске економске кризе. Од тада се „бентли“ сматра за нешто скромнију варијанту „ролс-ројса“ и све до 2002. модели ове две фабрике су се разликовали само по предњој масци, ситнијим детаљима, а након 1946. и нешто нижем, али и даље престижном, квалитету уграђеног материјала.
Године 1933. боја монограма, двоструког R на хладњаку, мења се из црвене у црну. Супротно популарном веровању, ово није учињено због Ројсове смрти. Напротив, ову измену је направио лично Ројс за живота, сматрајући да црвени лого оштро одудара од појединих боја каросерије.

#### Даљи развој авионских мотора
До краја двадесетих година XX века, авионски мотори су постали највећи извор прихода компаније. Мотор типа „R“ је покретао хидроавион Супермарин С.6Б (енгл. Supermarine S.6B) брзином од рекордних 640 km на час и омогућио му победу на Трофеју Шнајдер 1931. Последњи авионски мотор у чијем је пројектовању учествовао Хенри Ројс, био је ваздухопловни мотор „Мерлин“ чија је серијска производња започела 1935, две године после његове смрти. „Мерлин“ је био дванаестоцилиндрични авионски редни мотор „Ве“ распореда, радне запремине 27 литара, хлађен течношћу (100% гликол), снаге од око 1.000 па до 2.030 Кс, (770 до 1.514kW), у зависности од верзије.
„Ролс-Ројс Мерлин“ се данас сматра за британску икону и врхунац британског инжењерства тридесетих. Покретао је више десетина модела војних авиона из Другог светског рата, међу којима су најзначајнији: Британски „Хокер Харикен“ „Супермарин Спитфајер“, двомоторни „Де Хевиланд DH.98 Москито“, четворомоторни бомбардер „Авро Ланкастер“. Поред тога овај мотор, који је у САД по лиценци производио Пакард, претворио је амерички „П-51 Мустанг“ у један од најбољих ловачких авиона свих времена. Може се слободно рећи да су поред несебичне пожртвованости британских пилота за победу у бици за Британију најзаслужнији мотори „Ролс-Ројс Мерлин“.
Поред војних, „Ролс-Ројс Мерлин“ је уграђиван и многобројне цивилне авионе, између осталих и у путнички „Авро Ланкастриан“ енгл. Avro Lancastrian, путничко-транспортни „Канадер Норт Стар“ енгл. Canadair North Star, а примену је нашао и на „Сиерва Ер Хорсу“ енгл. Cierva Air Horse, првом британском тешком хеликоптеру, као и на тркачким чамцима и аутомобилима. Из „Мерлина“ је у току Другог светског рата развијен и тенковски мотор „Метеор“, који су производиле фабрике Ровер и Морис, као и његова мања верзија „Метеорит“ - мотор опште намене.
„Ролс-Ројс“ је произвео преко 160.000 мотора модела „Мерлин“.

### После Другог светског рата
Фирма сада већ увелико позиционирана као један од водећих светских произвођача луксузних аутомобила и авионских мотора.
Целокупна производња „Ролс-Ројса“ и „Бентлија“ се 1946. сели из Дарбија у Кру. У овој фабрици фирма по први пут почиње самостално да производи каросерије. Први модел који је у потпуности произведен у „Ролс-Ројсу“ је „Силвер реит“ (енгл. Silver Wraith).
Модели комплетно произвођени у новој фабрици у Круу:
- 1946–59 Силвер реит (енгл. Silver Wraith)
- 1949–55 Силвер доун (енгл. Silver Dawn)
- 1950–56 Фантом IV (енгл. Phantom IV)
- 1955–65 Силвер Клауд (енгл. Silver Cloud)
- 1959–68 Фантом V (енгл. Phantom V)
- 1968–92 Фантом VI (енгл. Phantom VI)
- 1965–80 Силвер шедоу (енгл. Silver Shadow)

„Ролс-Ројс“ 1965. почиње са производњом модела „Силвер шедоу“. Због бојазни да ће заостати у односу на друге произвођаче, „Ролс-Ројс“ по први пут уместо шасије примењује самоносећу каросерију, као и читав низ потпуно нових технологија. Међу њих спада хидраулични систем вешања високог притиска са самоизравнавањем, израђен по Ситроеновој лиценци, са двокружним кочионим системом са дисковима и независним задњем вешањем. У каснијим верзијама, добио је и хидраулични управљач са зупчастом летвом и модификовани систем самоизравнавања. Ово је један од најуспешнијих модела са 30.057 произведених примерака разних верзија.
Године 1971, Фирма је запала у озбиљне финансијске проблеме, углавном услед високих трошкова развоја новог авионског мотора, па је подељена на два дела. Аутомобилски огранак је добио име „Ролс Ројс Моторс“ енгл. Rolls-Royce Motors, док је огранак који се бави авионским моторима назван „Ролс-Ројс плц“ енгл. Rolls-Royce plc.